# Trem
Der Trem (serbisch-kyrillisch Трем, 1810 m. i. J.) ist die höchste Erhebung des Gebirges Suva Planina im südöstlichen Serbien. Er liegt rund 25 km südöstlich der Stadt Niš. Besonders beeindruckend ist die sehr steile Nordostseite des Berges, die sich mehr als 1000 Meter über der Ortschaft Kosmovac erhebt. Diese ist im oberen Bereich sehr felsig, weiter unten dicht bewaldet. Die Südwestseite ist dagegen sehr sanft und kaum bewaldet. Der Trem ist vorwiegend aus Kalkstein aufgebaut.
Der Nachbargipfel im Nordwesten ist der Sokolov Kamen (1523 m), dieser ist vom Trem durch den Pass mit dem Namen Devojački Grob (1311 m) getrennt. Im weiteren Verlauf des Kamms im Südosten befindet sich der Pasarelo (1521 m).
Die Aussicht vom Gipfel umfasst viele der Gebirge Serbiens, darunter im Norden Ozren, Rtanj, Devica sowie Svrljiske Planine, im Osten
Balkangebirge (Stara Planina), im Süden Cemernik und im Westen Radan sowie Jastrebac.

## Anstiege

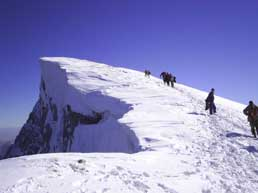
Gipfel des Trem beim Berglauf im Februar 2005

Die klassische Route startet bei Bojanine Vode nordwestlich des Gipfels auf einer Höhe von ungefähr 800 Metern. Nach etwa einer halben Stunde erreicht man von dort den dichten Buchenwald, in etwa zwei Stunden ist der Pass Devojački Grob erreichbar. Dort geht die Route weiter in südöstlicher Richtung über Grashänge. Der Weg führt nahe der nordöstlichen Abbruchkante und bietet so Gelegenheit für Tiefblicke ins Tal. Vom Pass zum Gipfel benötigt man nochmals etwa 1½ Stunden. Ein alternativer, etwas gleich langer Anstieg bietet sich von der Südseite, von Donji Dušnik. Auch hierbei führt der Weg über den Pass Devojački Grob.
In der letzten Februarwoche wird von einer Bergsteigergruppe der Stadt Niš (Planinarski klub „Železničar“ Niš) seit 1997 jährlich ein Winter-Berglauf durchgeführt (Zimski uspon na Trem). Die Distanz beträgt 12,5 Kilometer, es sind etwas mehr als 1400 Höhenmeter zu bewältigen. Es nehmen dabei Bergsteiger aus ganz Serbien teil, zudem teilweise auch aus dem Ausland. Die Teilnehmerzahlen sind recht hoch: Im Jahr 2008 waren es über 1000 Teilnehmer, im Jahr 2009 aufgrund des schlechten Wetters mit etwas über 250 deutlich weniger, von denen nur 150 das Ziel erreichten.